# Мартин Уокър
Мартин Уокър (на английски: Martin Walker) е британскижурналист и писател на произведения в жанра криминален роман, трилър, исторически роман и документалистика.

## Биография и творчество
Мартин Алън Уокър е роден на 23 януари 1947 г. в Шотландия. Завършва средното си образование в училището за момчета на окръг Хароу. Получава диплома по история с отличие в колежа Балиол на Оксфордския университет и следва международни отношения и икономика като стипендиант в Харвардския университет.
След дипломирането си от 1971 г. работи като журналист в „Гардиън“, като заема различни позиции, включително шеф на бюро в Москва и Съединените щати, европейски редактор и помощник-редактор. Подава оставка през 1999 г. след 28 години във вестника. От 2000 г. е журналист към Юнайтед Прес Интернешънъл, като също е международен кореспондент. След пенсионирането си става почетен главен редактор на медията. Същевременно заема редица други длъжности, включително старши учен в Международния център за учени „Удроу Уилсън“ във Вашингтон, член на борда на директорите на Global Panel Foundation, старши директор на Съвета за глобална бизнес политика, и др. Той също така е сътрудник за становища на „Лос Анджелис Таймс“ и на списание „Европа“, както и е редовен коментатор в Си Ен Ен, „Инсайд Вашингтон“ и Националното радио.
Заедно с работата си като журналист пише документална и художествена литература. Първата му документална книга „Националният фронт“ е издадена през 1977 г., и е за четвъртата по големина, крайно дясна, политическа партия в САЩ. Следват още негови документални книги за силата на пресата, студената война, емблематични личности като Горбачов и Клинтън.
Първият му роман „Инфилтраторът“ е издаден през 1978 г. Става известен с историческия си роман „Пещерите на Перигор“, в който се преплитат събития от Втората световна война и Съпротивата областта Перигор (Дордон) в Южна Франция, и търсенето на изгубена пещера с рисунки от преди 17 000 години (подобно на пещерата Ласко).
От 2008 г. започва издаването на неговата емблематична поредица криминални романи „Брюно, началник на полицията“. Действието в тях се развива в региона Перигор във Франция, където семейство Уокър има ваканционна къща. Главен герой е нетрадиционният селски полицай Беноа „Брюно“ Куреж, страстен готвач и бивш войник, ранен по време на мироопазваща мисия на Балканите, който никога не носи служебния си пистолет и белезници, но има здравия нюх да открива и най-заплетените случаи на кражби, убийства и други престъпления. Първият роман от поредицата е номиниран за наградата „Бари“ за най-добър британски криминален роман. През 2021 г. писателят е удостоен за поредицата с наградата „Шарбоние“, най-престижната награда на Федерацията на Алианс Франсез.
Женен е за писателката на готварски книги и кулинария Джулия Уотсън, с която имат две дъщери.
Мартин Уокър живее със семейството си във Вашингтон и в лятната вила в департамент Дордон.

## Произведения

### Самостоятелни романи
- The Infiltrator (1978)[1][2][3]
- A Mercenary Calling (1980)
- The Money Soldiers (1980)
- The Caves of Perigord (2002)

### Поредица „Брюно, началник на полицията“ (Bruno, Chief of Police)
1. Death in the Dordogne (2008) – издаден и като Bruno, Chief of Police[1][2][3]
2. The Dark Vineyard (2009)
3. Black Diamond (2010)
Черен диамант, изд.: ИК „Бард“, София (2022), прев.
4. The Crowded Grave (2011)
5. The Devil's Cave (2012)
6. The Resistance Man (2013)
7. Children of War (2014) – издаден и като The Children Return / Death Undercover
8. The Dying Season (2015) – издаден и като The Patriarch
9. Fatal Pursuit (2016)
10. Templars' Last Secret (2017)
11. A Taste for Vengeance (2018)
12. The Body in the Castle Well (2019)
13. The Shooting at Chateau Rock (2020)
14. The Coldest Case (2021)
15. To Kill a Troubadour (2022)
16. A Chateau Under Siege (2023)

други към поредицата
5.5. Bruno and the Carol Singers (2012) – издаден и като Bruno and le Pere Noel
7.5. A Market Tale (2014)
11.5. The Chocolate War (2018)
- A Birthday Lunch (2019) – новела
- Oystercatcher (2020) – новела
- Bruno's Challenge & Other Dordogne Tales (2021) – разкази

### Документалистика
- The National Front (1977)[1][2][3]
- Daily Sketches (1978)
- Powers of the Press (1983)
- The Waking Giant: Soviet Union Under Gorbachev (1986)
- Martin Walker's Russia (1989)
- The Harper Independent Traveller (1990)
- The Cold War and the Making of the Modern World (1993)
- The Cold War: A History (1994) – награда за британска книга на годината[4]
- Clinton: The President They Deserve (1996)
- America Reborn: A Twentieth-Century Narrative in Twenty-Six Lives (2000)
- Makers of the American Century (2001)
- The Iraq War (2003)